# 엄정환
엄정환(嚴正煥, 1873년 11월 29일 ~ ?)은 대한제국의 언론인이며, 일제강점기 초기의 관료이다.

## 생애
본적지는 강원도 영월군이나 춘천군에서 태어났다. 한학을 공부하다가 1895년부터 의학을 수학하여 1901년에는 의료업에 종사했다.
1902년에 한성부에서 출판사인 박문사에 입사하여 사원으로 근무하였고, 1907년에는 《제국신문》 주필을 지내며 언론인으로 활동했다. 1908년 동양척식주식회사가 설립될 때 설립위원을 역임했다.
한일 병합 조약 체결 후 조선총독부 군서기를 잠시 지냈다. 관직에서 물러난 뒤에는 자문직인 군참사에 임명되고 인제금융조합 대표를 맡는 등 일제 강점기 동안 강원도 인제군의 지역 유지로 활동했다.
태평양 전쟁 시기에는 전쟁 지원을 위해 고액의 국방헌금을 헌납한 일이 있다. 이때 엄정환은 전재산을 다 내놓아 ‘애국옹’이라는 별칭으로 불리게 되었다.
2008년에 민족문제연구소가 발표한 친일인명사전 수록예정자 명단 중 지역유력자 부문에 선정되었으나 보류되었다.

## 참고자료
- 엄정환(嚴正煥) - 국사편찬위원회